# Софія Перша: Жила собі принцеса
«Софія Перша: Жила собі принцеса» (англ. «Sofia the First. Once Upon a Princess») — повнометражний комп'ютерний анімаційний фільм 2012 року від компанії Волта Діснея.
Сиквелом мультфільма є анімаційний серіал «Софія прекрасна» та кросовер із мультсеріалом Елен з Авалора — Софія Прекрасна: Елен і Таємниця Авалора.

## Сюжет
Колись давно-давно, у королівстві Чароляндія (Казковія - у серіалі) жила собі дівчинка Софія. Вона жила простим життям, працюючи у взуттєвій крамниці разом з мамою Мірандою. Одного дня їх викликали до короля Роланда II, якому знадобилася нова пара королівських туфель.
Софія з мамою прибули до палацу. Дівчинка була захоплена зустріччю з королем. Міранда приміряла туфлю на ногу короля. Це була ідеальна пара, як і король з Мірандою. Король Роланд та Міранда одружилися. І це схоже на кінець казки, але, насправді, все лише почалося...
Софія відкрила нову сторінку життя. Тепер вона має стати принцесою, але для цього потрібно багато вчитися, адже король Роланд влаштовує бал на її честь, де Софія не має права зганьбитися. Чи впорається вона із труднощами?
Софія знайомиться із сином короля — Джеймсом та донькою — Ембер, також вона дізнається, що у них є придворний чарівник Седрик. Не заважаючи на те, що спочатку юній принцесі важко, та поступово вона починає звикати до нового життя.
Софія потрапляє до королівської академії, де знайомиться з іншими принцами та принцесами. Турбота та люб'язність до новенької учениці дратують її зведену сестру Ембер, бо вона звикла привертати усю увагу тільки до себе. Коли Ембер вирішує, що її починають менш любити, вона намагається наробити капостей новій сестричці. Спочатку Ембер просто пліткує з іншими принцесами, потім підбурює Джеймса показати Софії чарівну гойдалку, з якої вона падає у фонтан, а на уроку танців у професора Попова Ембер дає їй чарівні неслухняні туфельки, щоб Софія не змогла танцювати. Врешті-решт усі ображаються на Ембер, навіть її рідний брат Джеймс. 
Щоб не зганьбитися на балі Софія приходить до пана Седрика за танцювальним заклинанням. Ось тільки Седрик має недобрі наміри. Він давно помітив на шиї дівчинки чарівний амулет Авалора, подарунок короля Роланда II, що володіє великою магією. Замість танцювального закляття він дає їй заклинання, яке  всіх приспало, щоб отримати цей амулет натомість на антизакляття. Але цей нерозумний чаклун, забуваючи, що заклинання діє також і на нього, тому і він поринає в сон.
Софія поринає у відчай, але, на щастя, сльоза пролита нею на амулет, викликає Попелюшку, яка радить їй примиритися з Ембер, адже на неї єдину не вплинуло закляття, бо вона не прийшла на бал через відчуття провини. Софія показує їй, що заподіяло заклинання,а Ембер у свою чергу просить у Софії пробачення за свої помилки.
Поєднавши зусилля дівчата проникають до майстерні Седрика та знаходять заклинання "Усілус залус прокидус", яке допомагає усім прокинутися. Седрик розуміє, що у нього нічого не вийшло і йде геть, а наша принцеса Софія продовжує танцювати вальс зі своїм новим татом Роландом, мамою, братом Джеймсом і сестрою Ембер. 

## Ролі озвучували
| Актор | Роль             | Український дубляж  |
| ----- | ---------------- | ------------------- |
|       | Софія            | Софія Масаутова     |
|       | Ембер            | Єлизавета Зіновенко |
|       | Джеймс           | Максим Чумак        |
|       | Королева Міранда | Катерина Качан      |
|       | Король Роланд II | Дмитро Гаврилов     |
|       | Седрік           | Дмитро Завадський   |
|       | Бейлівік         | В'ячеслав Дудко     |
|       | Попелюшка        | Вікторія Івасишина  |
|       | Флора            | Людмила Ардельян    |
|       | Фауна            | Олена Бліннікова    |
|       | Ясочка           | Тетяна Піроженко    |
|       | Вухань           | В'ячеслав Дудко     |
|       | Робін            | Анна Соболєва       |
|       | Професор Попов   | Сергій Солопай      |

### Інформація про дубляж
Дубльовано студією LeDoyen на замовлення Disney Character Voices International.
- Переклад тексту та пісень Олени Лабуньки
- Режисер дубляжу — Людмила Ардельян
- Музичний редактор — Тетяна Піроженко
- Пісні виконували: Софія Масаутова, Вікторія Івасишина, Людмила Ардельян, Олена Бліннікова, Тетяна Піроженко та Сергій Юрченко.

## Ролі
Аріель Вінтер — Софія
Дарсі Роуз Бірнс — Ембер
Сара Рамірес — королева Міранда
Тревіс Віллінгем — король Роланд II
Зак Каллісон — принц Джеймс
Тресс Макнілл — Мерівеза
Рассі Тейлор — Фауна
Барбара Діріксон — Флора
Джесс Харнелл — Седрик
Дженніфер Хейл — Попелюшка
Вейн Бреди — Клевер
Джим Каммінгс — лікар Попов

## Цікаві факти
- Три феї, Флора, Фауна і Ясочка, які очолюють королівську академію в цьому фільмі, є феями-хрещеними принцеси Аврори в «Сплячій Красуні».